# Mönchteich (Müritz)
Der Mönchteich ist ein Gewässer in Röbel/Müritz im Landkreis Mecklenburgische Seenplatte in Mecklenburg-Vorpommern. Er hat eine Größe von 4,2 Hektar und liegt auf 62,4 m ü. NHN. Die maximale Ausdehnung des Mönchteichs beträgt 250 Meter mal 240 Meter. Zuflüsse sind Gräben aus der nahen Umgebung, Abfluss ist ein Graben in die 270 Meter entfernte Müritz am Hafen von Röbel/Müritz.
Der Mönchteich liegt zwischen der Altstadt von Röbel und dem Stadtteil Gildekamp. Am südlichen Ufer befindet sich ein kleiner Park mit einem Denkmal für die Opfer des Faschismus. Die Holländerwindmühle der Stadt liegt ebenfalls am Teich. Er erinnert an das Dominikanerkloster, das von 1298 bis ins 16. Jahrhundert in der Nähe bestand.